# Medal Galileusza
Medal Galileusza, ang. Galileo Galilei Medal – nagroda naukowa w dziedzinie fizyki, przyznawana od 2019 roku przez włoski Instytut Galileusza Fizyki Teoretycznej (ang. The Galileo Galilei Institute, GGI) co dwa lata, jednej lub kilku osobom.

## Laureaci
- 2019: Juan Maldacena
- 2021: Alessandra Buonanno, Thibault Damour i Frans Pretorius
- 2023: Zvi Bern, Lance Dixon i David Kosower
- 2025: Pierre Sikivie i Leonard Susskind